# Westerwijtwerdermaar

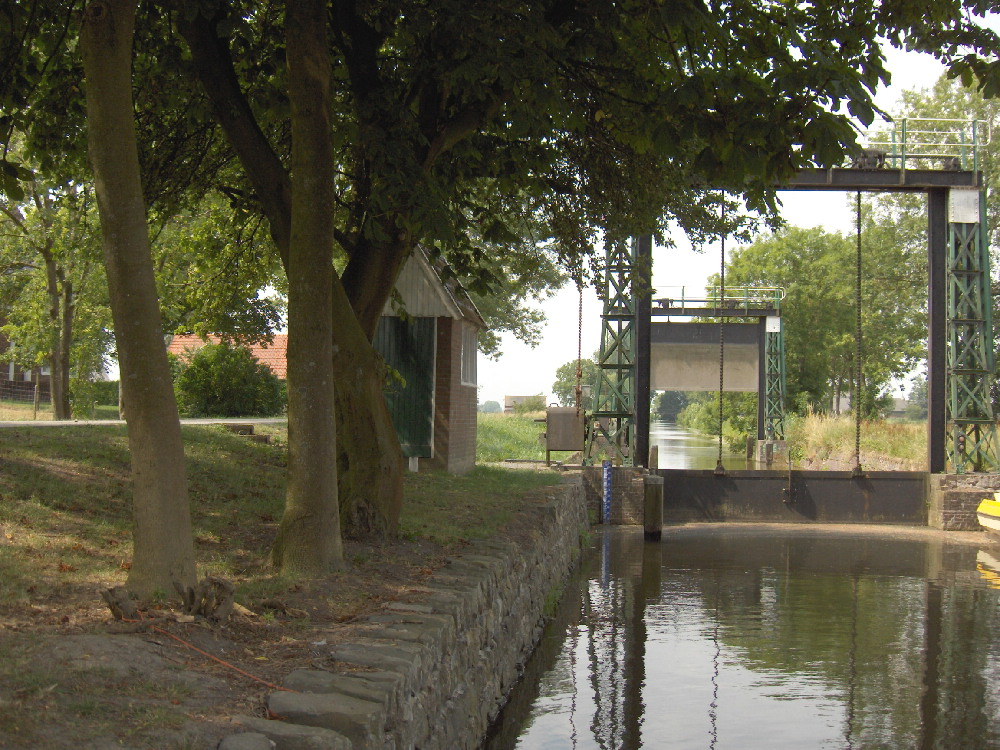
Oosterdijkshornerverlaat (sluis) in het Westerwijdwerdermaar bij Oosterdijkshorn. De sluis bestaat uit twee hijswerken; schuifstuwen of Stoneyschuiven, naar de Ierse uitvinder Francis Goold Morony Stoney. Dergelijke hijswerken waren onder andere ook te vinden bij de Schaphalsterzijl.

Het Westerwijdwerdermaar is een maar in de provincie Groningen. Het loopt van Fraamklap, waar het aansluit op het Boterdiep, naar Oosterdijkshorn, even ten noorden van Ten Boer, waar het aansluit op het Damsterdiep. Voorbij het Damsterdiep loopt het als het Lustigemaar door naar Woltersum. Het maar is genoemd naar het dorp Westerwijtwerd, waar het langsstroomt.
Het kanaal wordt beheerd door het waterschap Noorderzijlvest. Oorspronkelijk lag het in twee schappen, te weten: Hunsingo, ten westen van de Stadsweg, en Fivelingo, ten oosten ervan. Op de peilscheiding bevindt zich de Oosterdijkshornerverlaat.
Het gedeelte tussen het Stedumermaar (de Peertil) en het Damsterdiep werd in het verleden ook wel beschouwd als onderdeel van het Stedumermaar.
Over het water liggen van oost naar west de volgende bruggen:
1. de fietsbrug in het Banjerpad
het bruggetje wordt wel het Hoogboltje genoemd, een samentrekking van Hoogholtje en Boltbrug, de brug over het Damsterdiep in Ten Boer
2. de brug in de N360
3. de Dijkshornerklap in de Stadsweg
4. de veebrug ter plaatse van de boerderij Wolddijk 5
5. het hoogholtje (fietsbrug) in de Maljehornsterweg
6. het hoogholtje in het fietspad van de Maljehornsterweg naar de Peertil
7. de Peertil (Paardentil) bij de uitmonding van het Stedumermaar
8. de Donatil in de Crangeweersterweg
9. de brug in de Eemshavenweg (N46)
10. de spoorbrug in de lijn Groningen - Delfzijl
11. de brug in de Breeksterweg
12. de Westerwijtwerderdraai in de Dorpsweg
13. het hoogvonder bij de kerk van Westerwijtwerd
14. de Boerdamsterdraai in de Boerdamsterweg
Boerdam verwijst naar de oorspronkelijke vaste dam met deze naam op deze plek
15. de brug bij de voormalige steenfabriek (staat normaal open)

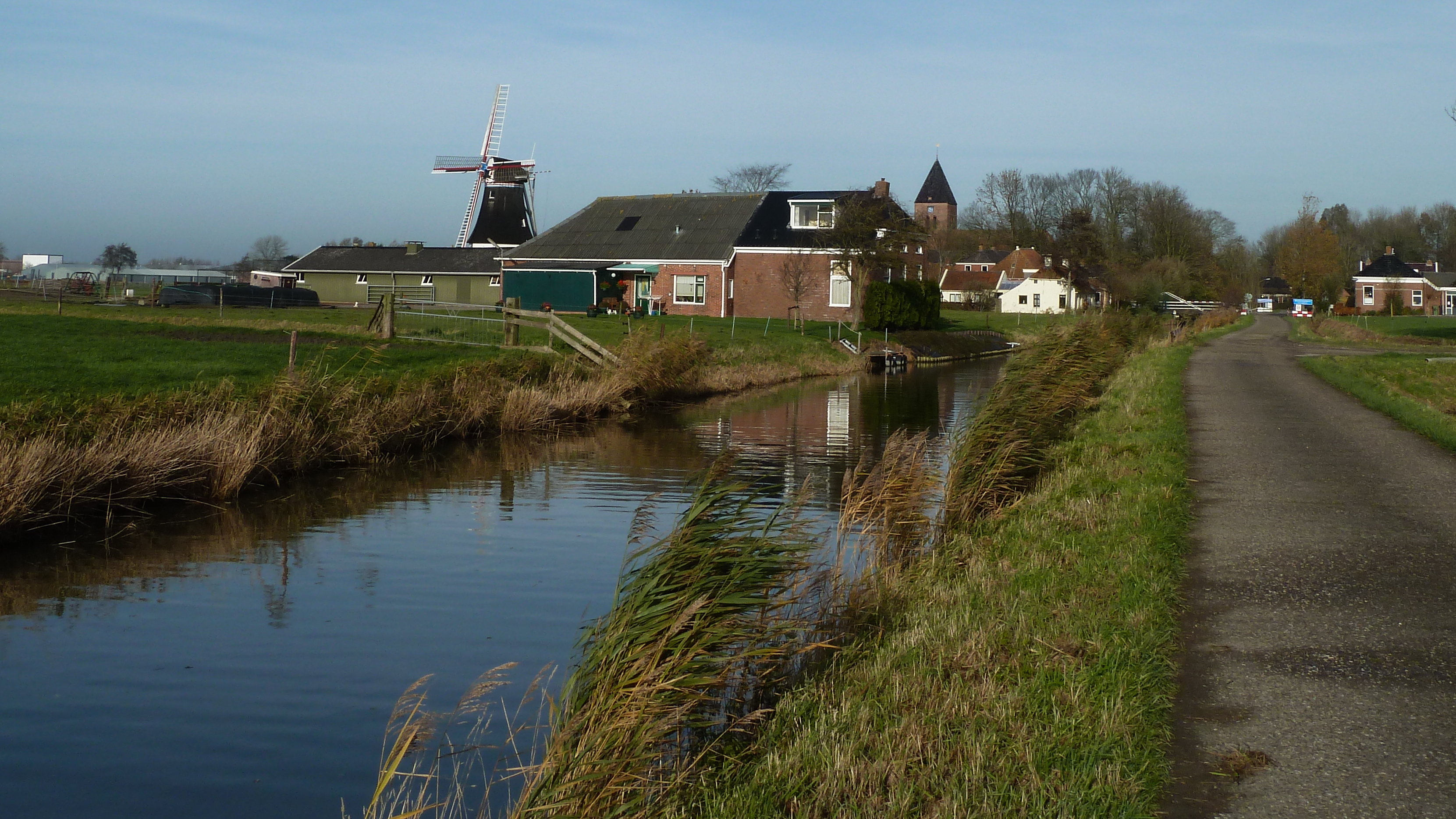
het Westerwijtwerdermaar gezien in de richting van Westerwijtwerd
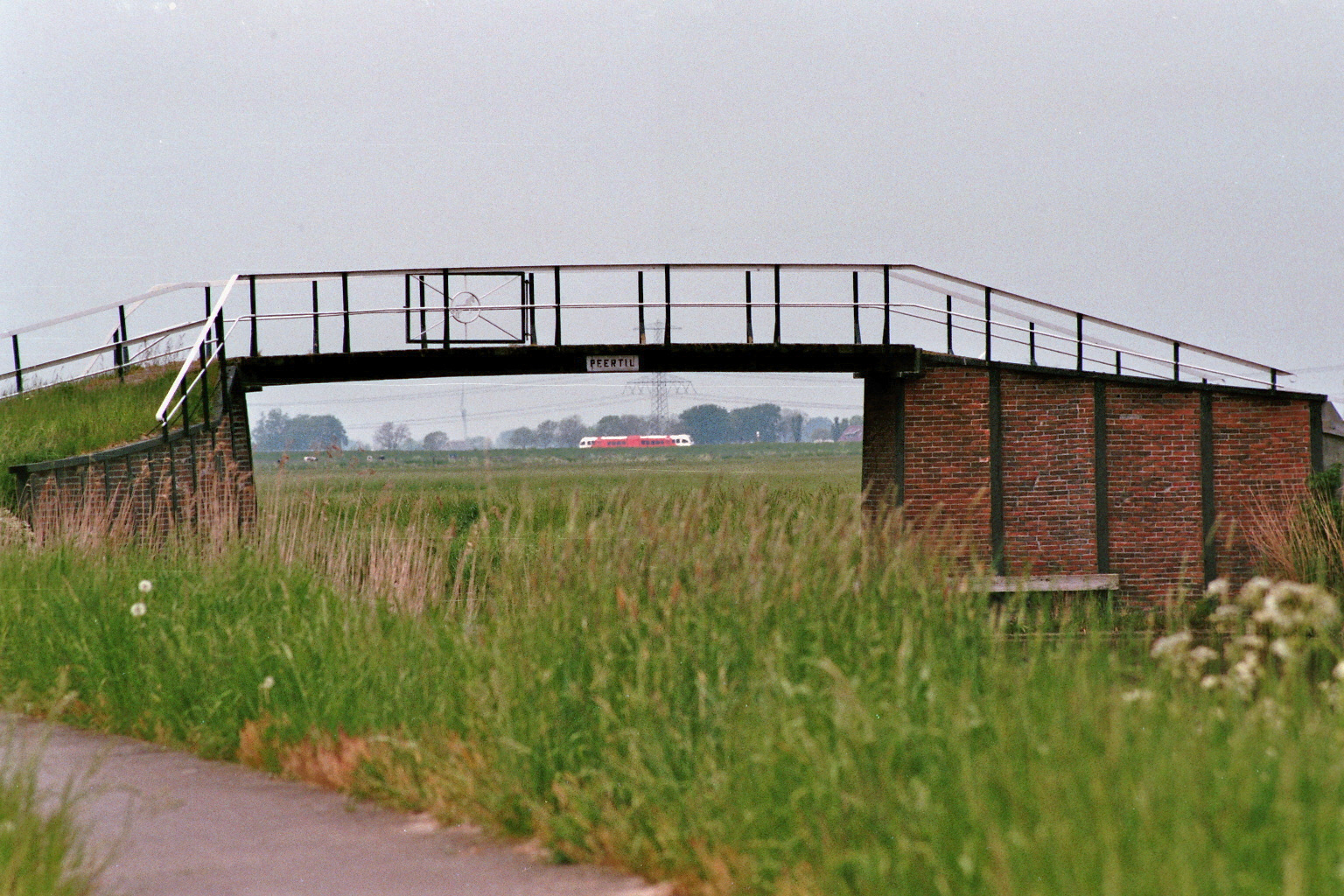
De Peertil en de trein Delfzijl - Groningen
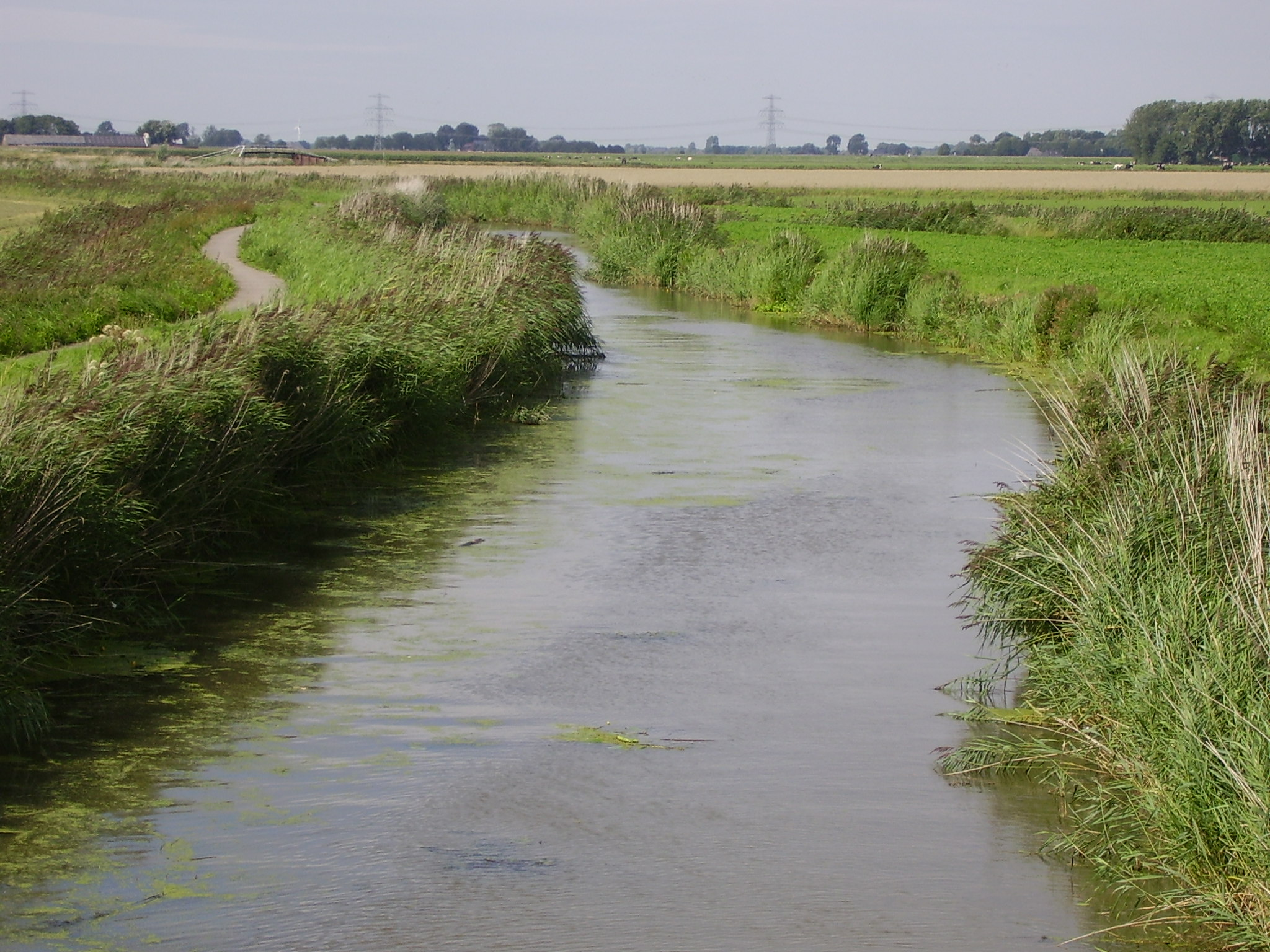
Westerwijtwerder Maar en begeleidend fietspad richting de Peertil gezien.